# Дьявол в голубом платье (фильм)
«Дьявол в голубом платье» (англ. Devil in a Blue Dress) — американский неонуар, фильм режиссёра Карла Франклина о Иезекииле Роулинсе, по прозвищу Изи, о его первом деле в качестве частного детектива и приключениях в Лос-Анджелесе второй половины 1940-х годов.

## Сюжет
1948 год. Лос-Анджелес. Иезекииль «Изи» Роулинс (Дензел Вашингтон), ветеран Второй мировой войны, теряет работу из-за нежелания в очередной раз сверхурочно вкалывать. Для чёрного парня в послевоенном Лос-Анджелесе поиски работы могут затянуться, а деньги необходимы прямо сейчас, в первую очередь для погашения выплат по ипотеке, которая и без того уже просрочена, а остаться без крыши над головой совсем не входило в планы Иезекииля.
Зная трудности Изи с деньгами, и сложности с поисками новой работы, друг Изи, Джоппи, знакомит его с ДеВиттом Олбрайтом (Том Сайзмор), белым мужчиной, бизнесменом как представляет его Джоппи. Олбрайт ищет пропавшую белую женщину, Дафну Моне (Дженнифер Билз), известно, что её видели в одном из подпольных игорных заведений на Центральной авеню, только для чёрных. Именно поэтому, Изи и предлагают выступить в качестве частного детектива, отыскать исчезнувшую женщину и решить свои финансовые вопросы. Олбрайт выдаёт 100 долларов авансом, лёгкие деньги от которых сложно отказаться, и Изи начинает расследование…

## В ролях
| Актёр                | Роль                           |
| -------------------- | ------------------------------ |
| Дензел Вашингтон     | Иезекииль "Изи" Роулинс        |
| Том Сайзмор          | Девитт Олбрайт                 |
| Дженнифер Билз       | Дафна Моне                     |
| Дон Чидл             | Рэймонд "Крыс" Александр       |
| Мел Уинклер          | Джоппи                         |
| Мори Чайкин          | Мэтью Терелл                   |
| Терри Кинни          | Тодд Картер                    |
| Лиза Николь Карсон   | Коретта Джеймс                 |
| Джернард Буркс       | Дюпри Брушар                   |
| Найджел Гиббс        | Бутлегер                       |
| Барри Шабака Хенли   | лесоруб                        |
| Джон Дэвид Вашингтон | Мальчик с игрушечной винтовкой |

## Производство
Фильм снимался в основном в Лос-Анджелесе, штат Калифорния. Съёмки пирса, в котором у Изи Роулинса возникают проблемы с местной молодёжью, проводились в Малибу, Калифорния. Также в фильме можно увидеть и другие известные места в Лос-Анджелеса в которых проводились съёмки: обсерваторию Гриффит-Парк и знаменитый отель Ambassador на бульваре Уилшир.

## Кассовые сборы
При бюджете 27 000 000 $, в США фильм собрал в прокате всего 16 140 000 $, что говорит о кассовом провале, в среднесрочной перспективе. (отчисления с показов на тв, сборы в видеопрокате, порой значительно превышают сборы в кинопрокате, но информация о них не всегда находится в открытом доступе).

## Награды и номинации
| Премия                         | Категория                         | Имя      | Результат |
| ------------------------------ | --------------------------------- | -------- | --------- |
| Премия Гильдии киноактёров США | Лучшая мужская роль второго плана | Дон Чидл | Номинация |